# アマンダ・ビアード
アマンダ・ビアード（Amanda Ray Beard、1981年10月29日 - ）は、アメリカ合衆国の女子競泳選手。種目は平泳ぎと個人メドレー。

## 経歴
姉の影響で5歳から水泳を始める。1996年アトランタオリンピック代表選考会で100m平泳ぎと200m平泳ぎに優勝し、14歳で代表になる。100m平泳ぎと200m平泳ぎで銀メダル、メドレーリレーで金メダルを獲得した。
2000年シドニーオリンピックは200m平泳ぎで銅メダルを獲得、2003年の世界選手権では、200m平泳ぎで2分22秒99の世界タイ記録で金メダル、100m平泳ぎとメドレーリレーで銀メダルを獲得した。
2004年アテネオリンピック代表選考会で、2日前にオーストラリアのリーゼル・ジョーンズに更新された200m平泳ぎの世界記録2分22秒96を更に0.52秒更新する2分22秒44で優勝し、3度目のオリンピック代表となる。本番では200m平泳ぎで金メダル、200m個人メドレーとメドレーリレーで銀メダル。100m平泳ぎでは4位だった。
4度目のオリンピックとなった2008年北京オリンピックでは米国女子競泳チームの主将に選ばれたが、唯一の出場になった200m平泳ぎで予選落ちに終わった。

## 人物
- 14歳で初めて出場したアトランタ五輪の表彰式にテディベアを持ち込み話題になった。
- モデルとしても活動しプレイボーイでヌードを披露した[1]。北京五輪の直前にも毛皮反対運動のためヌード写真を公開した[2]。
- 2009年フォトグラファーとの結婚と妊娠を公表した。

## 自己ベスト
- 100m 平泳ぎ : 1分07秒42 (2003年)
- 200m 平泳ぎ : 2分22秒44 (2004年)
- 200m 個人メドレー : 2分11秒70 (2004年)